# Nancy Tyson Burbidge
Nancy Tyson Burbidge (Cleckheaton, 5 agosto 1912 – Canberra, 4 marzo 1977) è stata una botanica, ambientalista e religiosa britannica naturalizzata australiana aderente all'Anglicanesimo.

## Biografia
Nel 1913 la famiglia si trasferì nell'Australia occidentale, a seguito della nomina del padre, il sacerdote anglicano William Burbidge. Fu educata alla scuola femminile della Chiesa d'Inghilterra di Katanning (Kobeelya), fondata da sua madre Nancy Eleanor. Nel 1922 completò gli studi superiori all'istituto comprensivo di Bunbury e si iscrisse all'Università dell'Australia occidentale. Laureatasi nel 1937, vinse una borsa di studio per un corso di perfezionamento in Inghilterra, dove trascorse 18 mesi al Royal Botanic Gardens di Kew vicino a Londra, durante il quale lavorò ad una nuova classificazione del genere di erba australiana Enneapogon. Ritornata in Australia, proseguì questo studio delle piante continentali con l'Università dell'Australia occidentale, completando la specializzazione nel 1945.
Nel 1943 fu nominata assistente agronomo presso l'Istituto di ricerca agricola di Waite ad Adelaide, dove iniziò a lavorare su specie di pascoli indigeni per le zone aride e semi-aride dell'Australia meridionale. Nel 1946 fu incaricata della nuova posizione di botanico sistematico presso l'Organizzazione per la Ricerca Scientifica e industriale del Commonwealth (CSIRO) di Plant Industry, a Canberra. Alla CSIRO lavorò all'organizzazione e all'estensione dell'erbario, prima come ricercatrice e poi come curatrice, gettando le basi dell'Herbarium Australiense, poi ridenominato l'Erbario Nazionale Australiano. Ha scritto informazioni fondamentali per le specie dell' Eucalyptus L'Hér, diffuso nel'Australia meridionale, pur non essendo specializzata nel relativo genere. Dal 1948 al 1952 ricoprì l'incarico di segretaria del comitato sistematico di botanica dell'Associazione australiana e neozelandese per l'avanzamento della scienza. Curò l’Australasian Herbarium News fino al 1953, quando per un anno fu Ufficiale australiano botanico di collegamento dell'erbario di Kew Gardens, e si occupò di fotografare e classificare gli esemplari di piante australiane e di salvare i quaderni di Robert Brown in forma di microfilmati per integrarli successivamente negli erbari australiani.
Quando tornò in Australia nel 1954, iniziò un periodo molto produttivo della sua carriera. Scrisse un ampio articolo "La fitogeografia della regione australiana", pubblicato dall’Australian Journal of Botany nel 1960, opera che l'anno seguente le guadagnò il riconoscimento del DSc dall'Università dell'Australia Occidentale. Nel '63 diede alle stampe la prima edizione de  Dictionary of Australian Plant Genera ("Dizionario dei Generi delle Piante Australiane"), completando contestualmente la classificazione dei gruppi di piante Nicotiana, Sesbania ed Elicriso. Rassegnate le dimissioni dal ruolo di curatrice dell'erbario, nel '73 diresse per un quadriennio il gruppo di redattori de Flora of Australia., enciclopedia in 53 volumi i che descrive le piante vascolari, i briofiti ed i licheni presenti in Australia e nei suoi territori esterni. Oltre alle monografie, fu autrice di più di 50 articoli nell'ambito della fitogeografia, dell'ecologia, della storia botanica e dei generi vegetali australiani. Dal 1976 è membro della Società Scientifica Australiana.

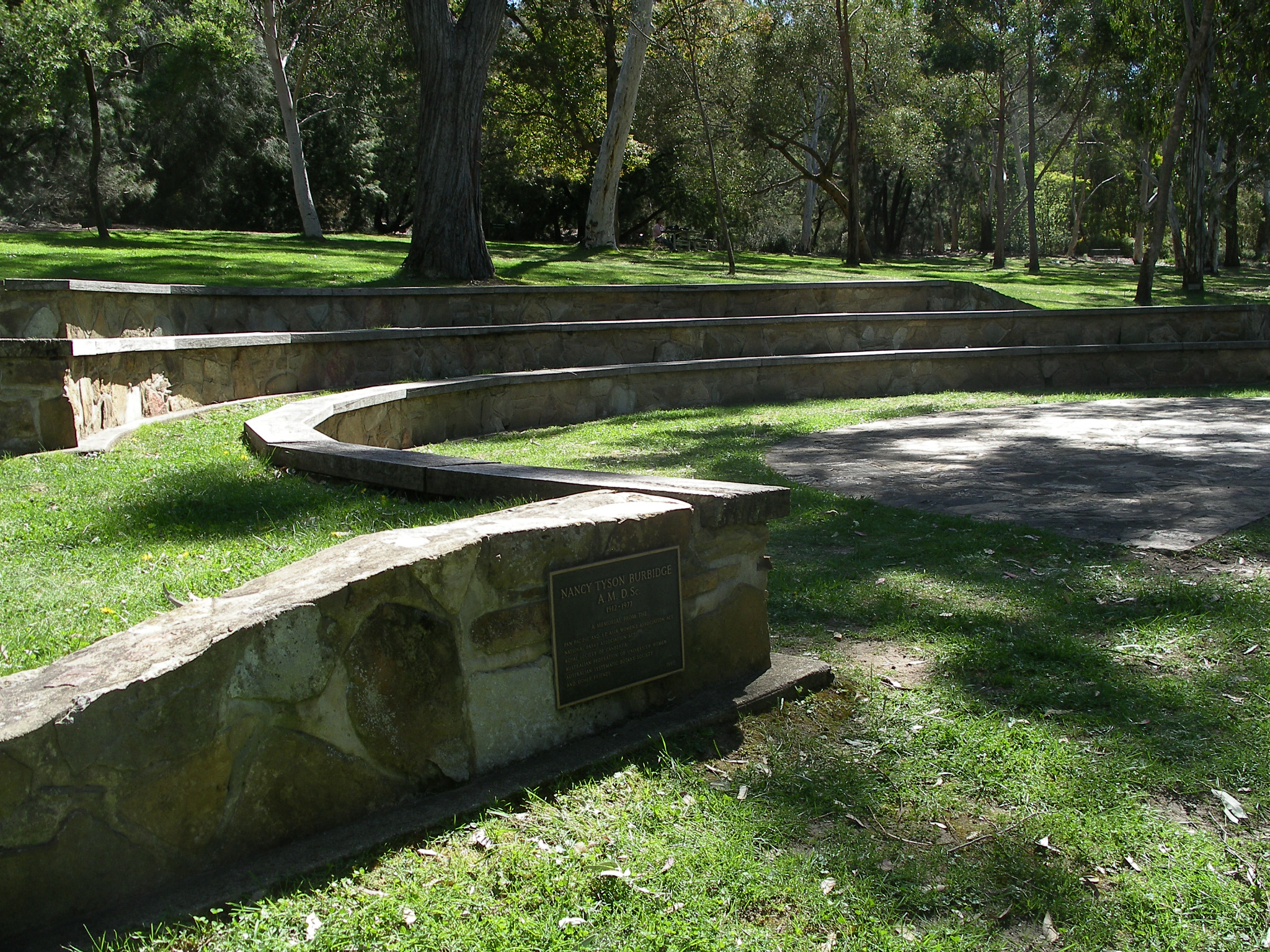
Nancy T. Burbidge Memorial amphitheatre

Attiva nell'ambientalismo, nel 1960 fu uno dei soci fondatori e due volte presidente dell'Associazione dei Parchi Nazionali del Territorio della Capitale Australiana, contribuendo alla creazione della Riserva Naturale di Tidbinbilla e del Parco Nazionale di Namadgi, entrambi aperti dopo la sua morte. 

È stata membro della Federazione Universitaria delle Donne Australiane, presidente della sezione di Canberra dal '59 al '61, dell'Associazione delle Donne del Pacifico del Sud e del Sud-Est Asiatico dal '57 al '58, e segretaria internazionale dal '61 al '68.
I suoi contributi sono commemorati da una pala d'altare, raffigurante banchieri e mangiatori di miele, nella chiesa anglicana di San Michele a Monte Pleasant, nei pressi di Perth; e dal Nancy T. Burbidge Memorial, un anfiteatro nell'Orto Botanico Nazionale Australiano di Canberra. In suo onore sono intitolate: l'Australian Plant Name Index, una montagna del parco di Namadgi, la specie di Acacia burbidgeae.

La medaglia "Nancy T. Burbidge" è il più importante riconoscimento annuale della Società Australiana dei Botanici Sistematici, attribuita per le opere di tipo tassonomico e sistematico in tale campo.

## Pubblicazioni
- The Wattles of the Canadian Capital Territory (1961)
- Dictionary of Australian Plant Genera: Gymnosperms and Angiosperms (1963) LCCN 65-87091
- Australian Grasses, 2 volumes (1966–1970) ISBN 0-207-95263-9
- Flora of the Australian Capital Territory with Max Gray (1970) ISBN 0-7081-0073-2
- Plant Taxonomic Literature in Australian Libraries (1978) ISBN 0-643-00286-3

## Riconoscimenti
- Medaglia Clarke nel 1971, per le ricerche in campo botanico;
- membro della Royal Society of New South Wales;